# Elvenking
Elvenking ist eine 1997 in Italien gegründete Power- und Celtic/Folk-Metal-Band.

## Bandgeschichte
Elvenking wurde im Oktober 1997 von den Gitarristen Aydan und Jarpen gegründet. Zunächst kam Bassist Sargon zur Band, im März 1998 auch Sänger Damnagoras, aber erst im folgenden September wurde die Band durch den Schlagzeuger Zender stabilisiert. Im Jahr 2000 wurde die erste Promo-CD To Oak Woods Bestowed aufgenommen, durch die Elvenking einen Plattenvertrag bei AFM Records erhielt. Nachdem Sargon die Band verlassen hatte, wurde er durch Gorlan ersetzt, der zunächst als Session-Musiker dabei war, bald aber fix in die Band aufgenommen wurde. Das erste Album Heathenreel wurde am 23. Juli 2001 veröffentlicht.
Im August 2002 verließ Damnagoras die Band aufgrund künstlerischer Differenzen. Ersatz wurde mit Sänger Kleid sowie Keyboarder und Violinist Elyghen gefunden, mit denen das Album Wyrd aufgenommen wurde, das am 19. April 2004 erschien. Ende 2004 schloss sich Damnagoras Elvenking wieder an, während Kleid die Band verließ. Anfang 2005 beendete schließlich auch Jarpen seine Zusammenarbeit mit der Gruppe. Im März 2006 erschien das dritte Album The Winter Wake, dem im April eine kleine Europatour als Vorband von Jon Oliva’s Pain folgte. Für den Titelsong des Albums unterstützte Sänger Marcel „Schmier“ Schirmer von Destruction die Band. Ende September 2007 wurde mit The Scythe ein Konzeptalbum zum Thema Tod veröffentlicht. Die Band wird darauf von Gitarrist Mike Wead (King Diamond, Candlemass) unterstützt. Zur Single The Divided Heart wurde das erste Video der Bandgeschichte veröffentlicht.
Am 14. November 2008 erschien schließlich das erste Akustikalbum Two Tragedy Poets (...and a Caravan of Weird Figures) der italienischen Band. Neben Akustik-Versionen von The Winter Wake und The Wanderer (beide Album The Winter Wake) finden sich hier ebenso neue Songs sowie das Belinda-Carlisle-Cover Heaven Is a Place on Earth. Am 17. Januar verkündete Elvenking, dass Rafahel nun offiziell der zweite Gitarrist der Band ist, nachdem er sie über ein Jahr lang Live unterstützte. Die Anzahl der Bandmitglieder beläuft sich somit auf sechs. Seit Erscheinen von The Scythe gibt die Band regelmäßig Konzerte auf diversen Festivals, vor allem in Italien und den umliegenden Ländern.
Mit The Pagan Manifesto erschien 2014 das achte Studioalbum der Band. Diesem folgte im Dezember 2015 das Live-Album The Night of Nights, das im italienischen Pordenone, der Heimat Elvenkings, aufgenommen wurde. Im November 2017 veröffentlichte die Band ihr neuntes Studioalbum, das den Titel Secrets of the Magick Grimoire trägt. Diesem wird am 30. August 2019 Reader of the Runes - Divination nachfolgen.

## Stil
Elvenking spielt melodischen Power Metal mit starken Folk- sowie leichten Death-Metal-Einflüssen. Zudem werden viele klassische Instrumente wie z. B. die Violine (gespielt von Elyghen) eingesetzt. Die Songs sind von vielen Soli sowie starken, die Thematik der Lyrics unterstreichenden Rhythmuswechseln geprägt, was durch den sehr gefühlsbetonten Gesang zusätzlich unterstrichen wird.

## Bandmitglieder

Elvenking live auf dem Rockharz 2019
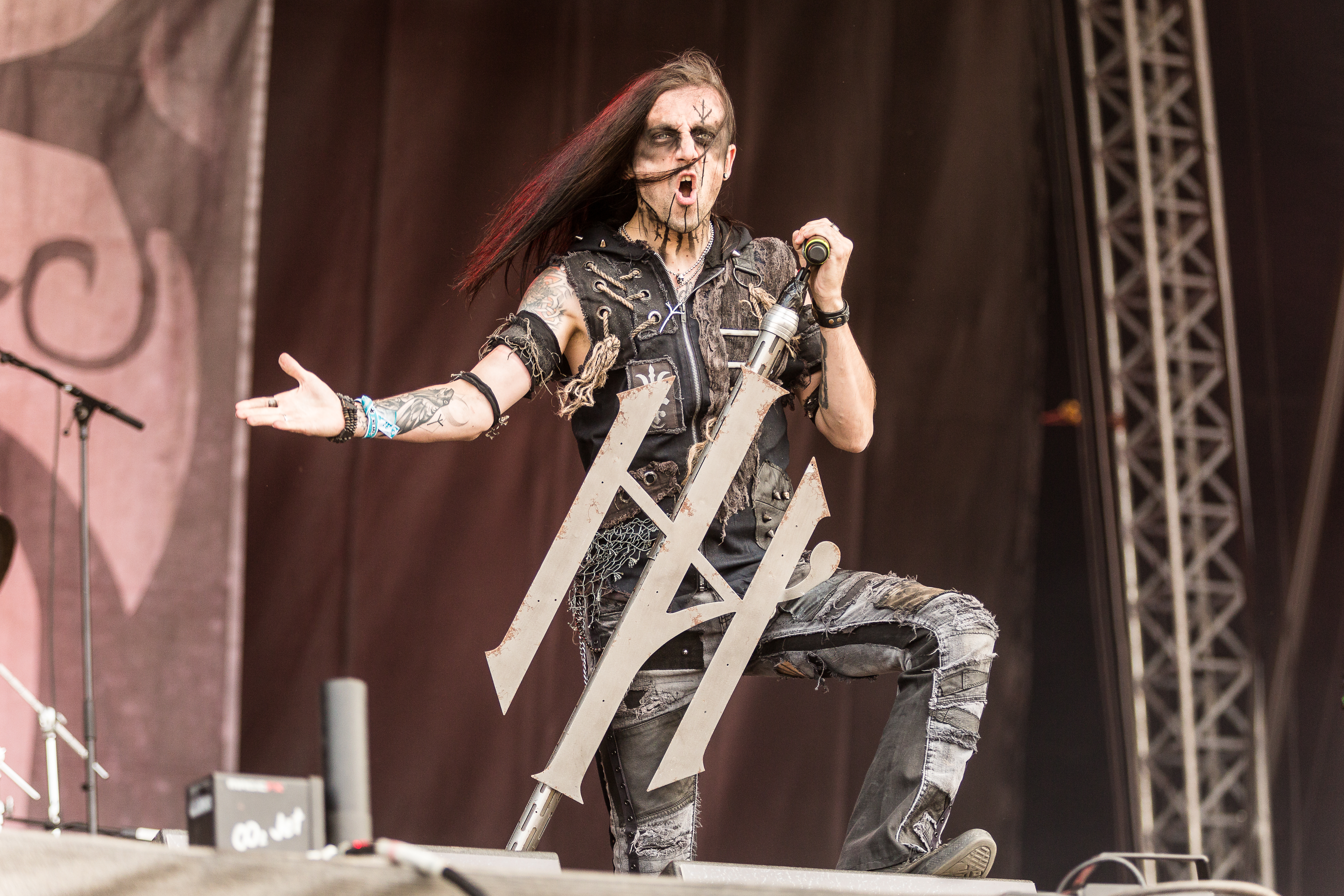
Sänger Davide "Damnagoras" Moras
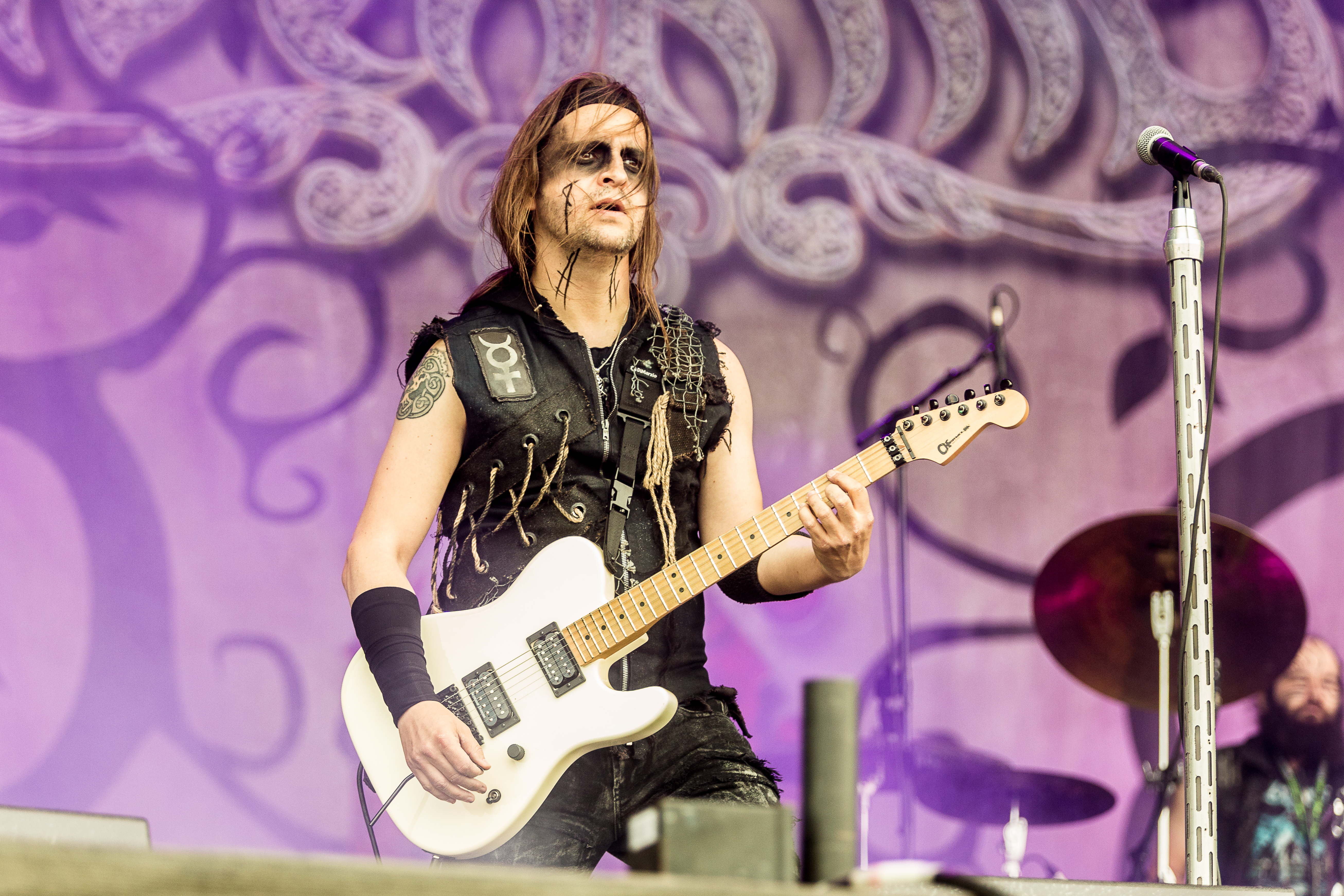
Gitarrist Fedrico "Aydan" Baston
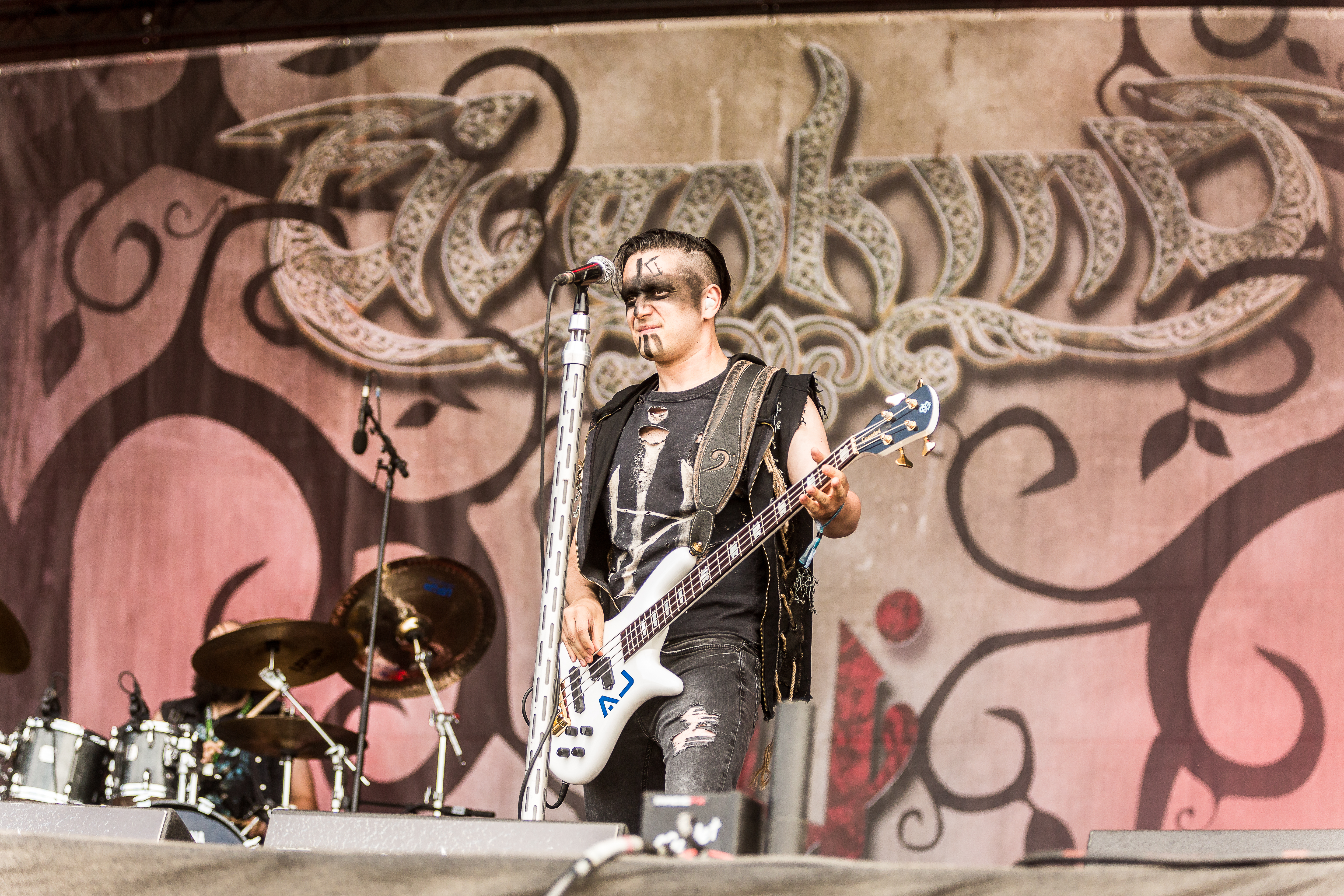
Bassist Alessandro "Jakob" Jacobi
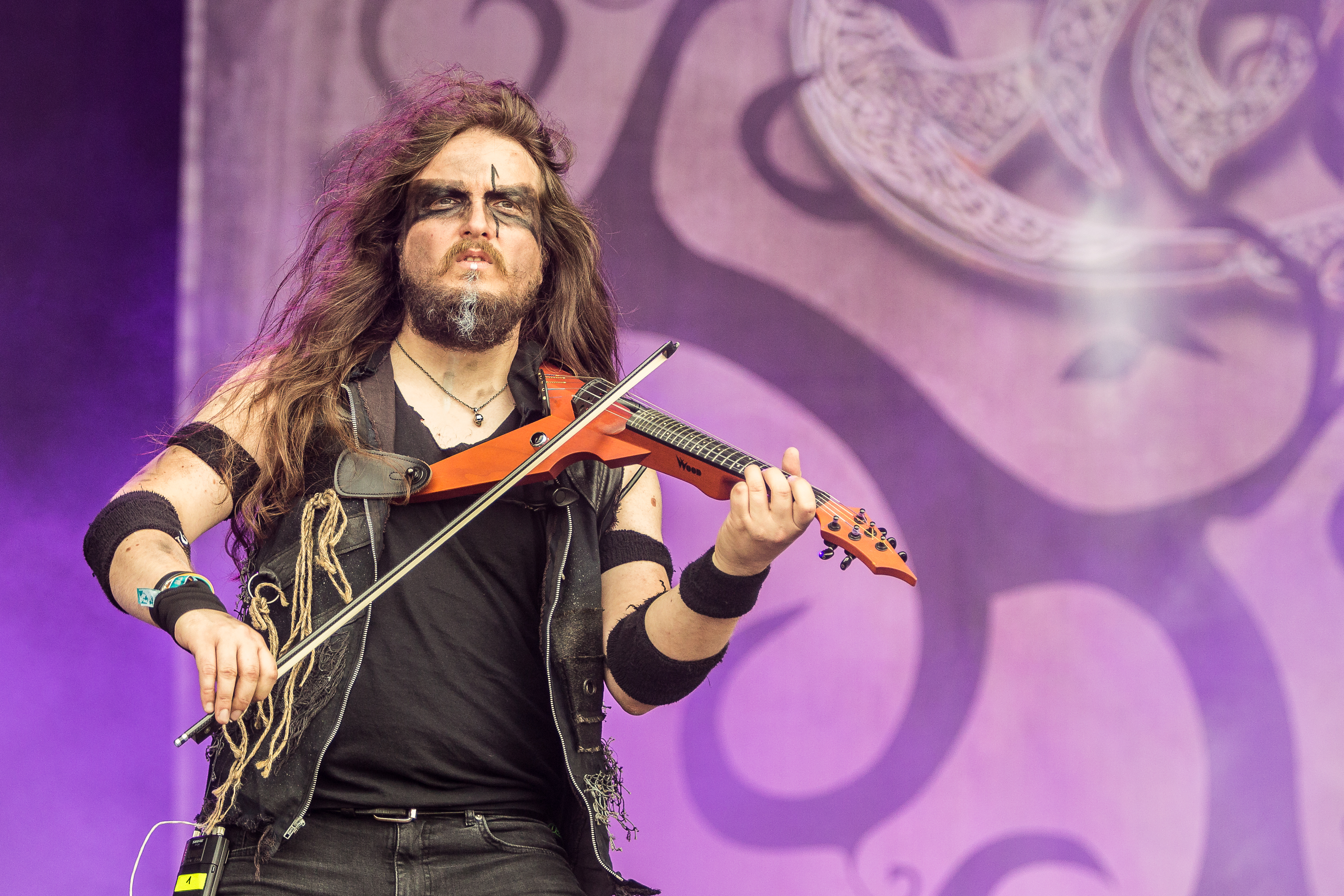
Violinist Fabio "Lethien" Polp
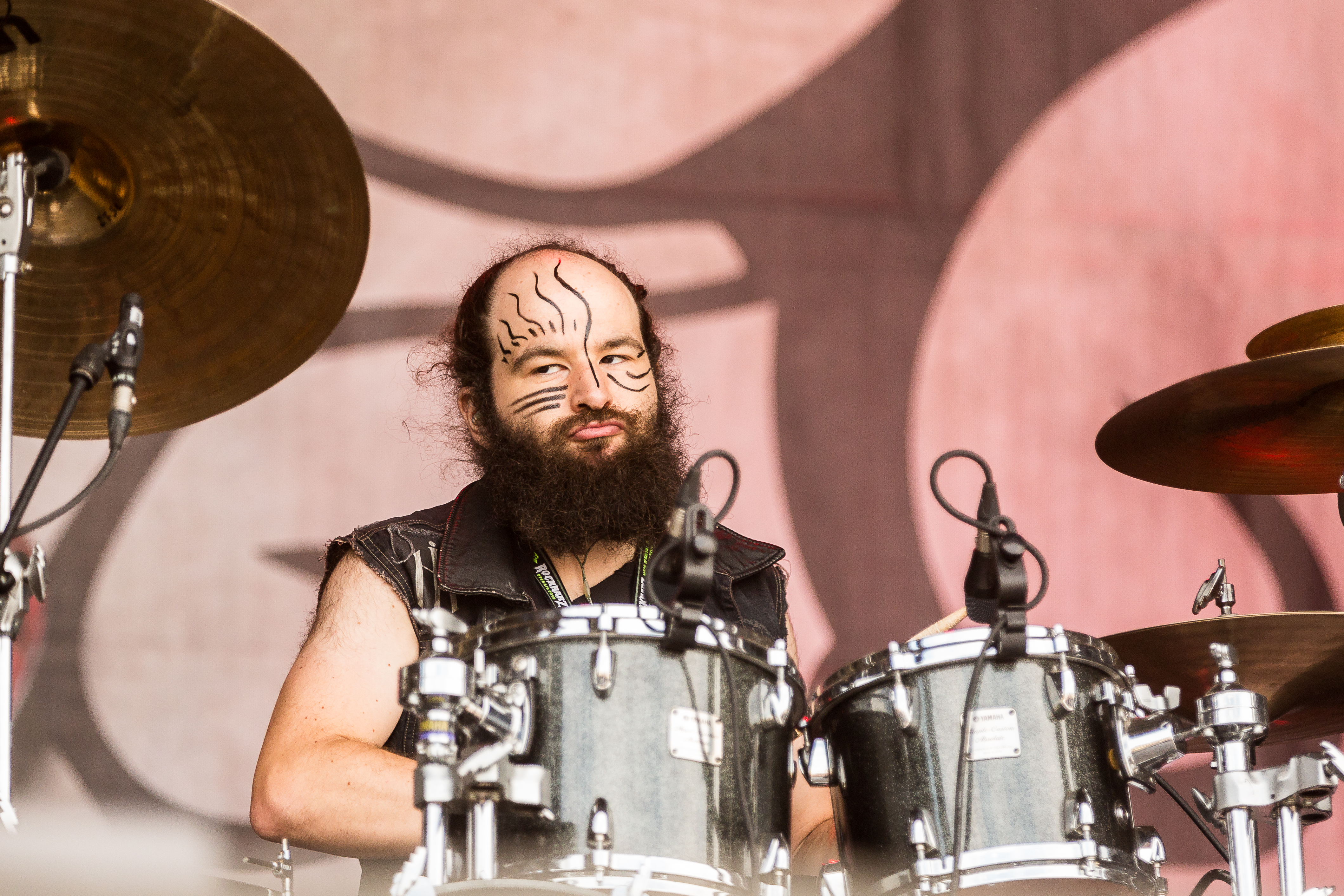
Schlagzeuger Simone "Symohn" Morettin
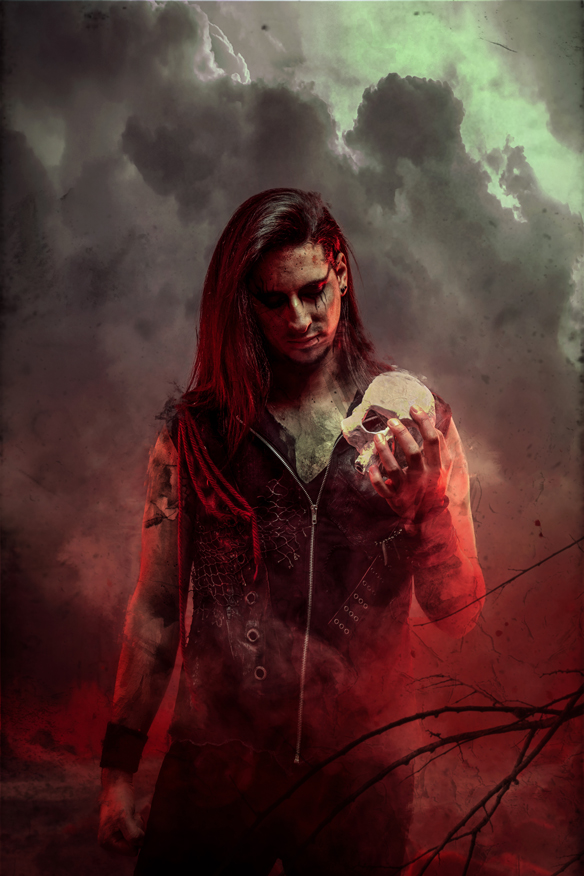
Gitarrist Headmatt

## Diskografie

### Studioalben
- 2000 - To Oak Woods Bestowed (Demo, CDR, Selbstverlag)
- 2001 - Heathenreel (Album, CD, AFM Records)
- 2004 - Wyrd (Album, CD, AFM Records)
- 2006 - The Winter Wake (Album, CD, AFM Records)
- 2007 - The Scythe (Album, CD, AFM Records)
- 2008 - Two Tragedy Poets...And a Caravan of Weird Figures (Album, CD, AFM Records)
- 2010 - Red Silent Tides (Album, CD/2xCD/LP, AFM Records)
- 2012 - Era (Album, CD, AFM Records)
- 2014 - The Pagan Manifesto (Album, CD/LP, AFM Records)
- 2017 - Secrets of the Magick Grimoire (Album, CD/2xCD/2xLP, AFM Records)
- 2019 - Reader of the Runes – Divination (Album, CD/2xLP, AFM Records)
- 2023 - Reader of the Runes – Rapture (Album, CD/2xLP, AFM Records)
- 2025 - Reader of the Runes – Luna (Reaper Entertainment)

### Andere Alben
- 2015 - The Night of Nights (Konzertalbum, 2xCD+DVD, AFM Records)
- 2020 - No Prayer for the Dying (Iron Maiden-Cover) (Single, MP3, AFM Records)

Beiträge auf Kompilationen (Auswahl):
- 2001 - Hobs An´ Feathers auf The Next Generation Vol.2 (CD, AFM Records)
- 2007 - The Divided Heart auf All For Metal (CD, AFM Records)
- 2009 - Another Awful Hobs Tale auf All For Metal II (CD+DVD-V, AFM Records)
- 2014 - Elvenlegions auf Noizefest Vol XIV (CD, Brainstorm Music Marketing)

## Videos
- 2007 - The Divided Heart
- 2010 - The Cabal
- 2011 - Your Heroes Are Dead
- 2012 - The Loser
- 2014 - Elvenlegions
- 2017 - Draugen's Maelstorm
- 2017 - Invoking the Woodland Spirit
- 2018 - The One We Shall Follow
- 2019 - Under the Sign of a Black Star
- 2019 - Silverseal
- 2022 - Rapture (Produktion/Regie: Simone Vrech)